# يان سكوت (لاعب كرة قدم أمريكية)
يان سكوت (بالإنجليزية: Ian Scott)‏ هو لاعب كرة قدم أمريكية أمريكي، ولد في 8 نوفمبر 1981 في غرينفيل في الولايات المتحدة.

## وصلات خارجية
- يان سكوت على موقع مرجع كرة القدم المحترفة.كوم (الإنجليزية)